# Kenneth Abbott (Musiker)
Kenneth John Dearle Abbott (* 28. Juli 1919; † 21. August 2002) war ein britischer Organist, Chorleiter und Komponist.

## Leben
Kenneth Abbott wuchs in Leigh-on-Sea auf. Er ging zunächst auf die Caterham School in Surrey und studierte später am Royal College of Music in London. Dort errang er den Grad eines Doctor of Music (DM). Danach war er 1946 Organist an der Luton Parish Church. Von 1946 bis 1956 unterrichtete am Luton Technical College Musik. Am 15. Mai 1951 wirkte er bei einem Konzert des Festival of Britain in der Parish Church of St. Mary Hitchin mit. In Luton gründete er den Luton Bach Choir. Von 1956 bis 1960 unterrichtete er an der Berkhamsted School und leitete die Amersham Choral Society. Am 30. März 1963 leitete er eine Aufführung des Oratoriums Messiah von Georg Friedrich Händel in der Drill Hall in Luton. 1960 bis 1993 war er Leiter des Music Department des Ambassador College Hertfordshire und leitete die Luton Choral Society. 1980 war er Organist an der Temple Church in London. Er heiratete Ruby Mary Marchant.

## Werke (Auswahl)
- Te deum für Chor und Orgel
- Hym to music für Chor und Orchester
- Suite für Klavier
- Two children’s songs
- Operetta
- Two unaccompanied carols. für gemischten Chor

## Einspielungen
- The Christmas Organ. Orgel. Sammlung von Weihnachtslieder-Bearbeitungen für Orgel auf 4 CDs. Holly Music, 1993
- Georg Friedrich Händel: The Messiah. The Luton Chorale Society, The Athenian Singers, Berkhamstead School for Girls. Leitung: Kenneth Abbott. K-Tel, 2002.